# Racines (Italie)
Pour les articles homonymes, voir Racines.
Racines (en allemand, Ratschings) est une commune italienne d'environ 4 500 habitants située dans la province autonome de Bolzano dans la région du Trentin-Haut-Adige dans le nord-est de l'Italie.

## Administration
| Période                                  | Période  | Identité       | Étiquette | Qualité |
| ---------------------------------------- | -------- | -------------- | --------- | ------- |
| 9/5/2005                                 | En cours | Leopold Siller | SVP       | maire   |
| Les données manquantes sont à compléter. |          |                |           |         |

### Hameaux
Casateia, Mareta, Racines di Fuori, Racines di Dentro, Ridanna, Telves, Valgiovo

### Communes limitrophes
Les communes limitrophes sont  Brennero, Campo di Trens, Moso in Passiria, Neustift im Stubaital, San Leonardo in Passiria, Sarentino, Sölden et Vipiteno.